# حمام پاچنار زاوین
حمام پاچنار زاوین مربوط به اواخر دوره قاجار است و در شهرستان کلات، شهر زاوین، خیابان امام حسین واقع شده و این اثر در تاریخ ۲۴ خرداد ۱۳۹۰ با شمارهٔ ثبت ۳۰۳۶۰ به‌عنوان یکی از آثار ملی ایران به ثبت رسیده است.